# Pierre César Labouchère

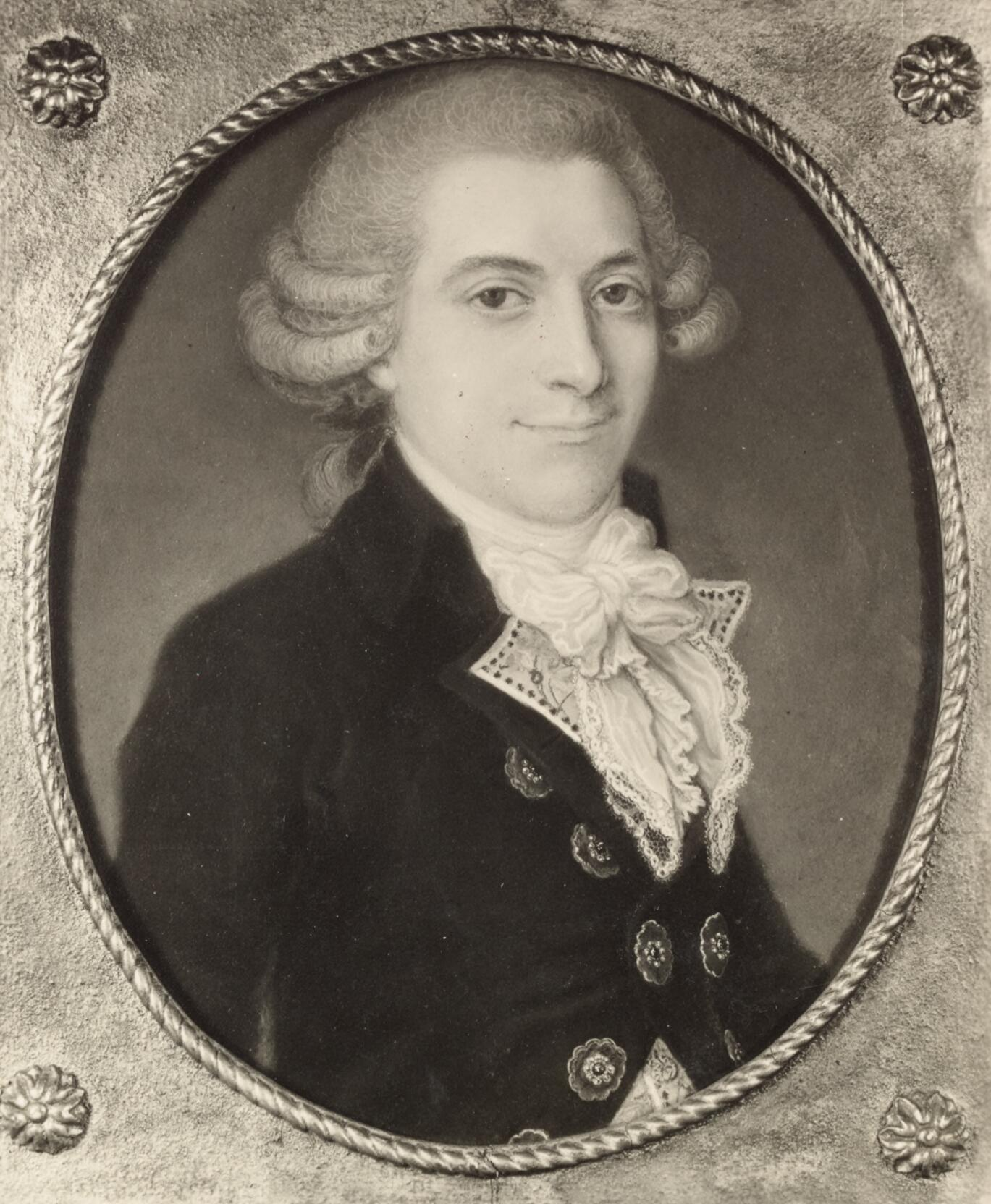
Pierre César Labouchère um 1790

Pierre César Labouchère (* 1772 in Den Haag; † 1839) war ein niederländischer Bankier französischer Abstammung, der als Mitinhaber das Bank- und Handelshaus Hope & Co. in Amsterdam leitete.

## Leben

### Durch Geschick Teilhaber
Sein Vater, Hugenotte und Tuchhändler, schickte ihn zu seinem Onkel nach Nantes, ebenfalls ein Großkaufmann, wo er durch bemerkenswertes Können auffiel. Es brachte ihm eine Empfehlung an das Bank- und Handelshaus Hope & Co. ein, wo er zweiundzwanzigjährig nach einer drei Jahre dauernden Hilfstätigkeit beschloss, um die Hand der Tochter des Geschäftspartners Sir Francis Baring anzuhalten. Jener verfügte über Beziehungen zur britischen Regierung und beherrschte mit dem Bankhaus Baring das ganze internationale Geldgeschäft. Die Brautwerbung versprach jedoch nur Erfolg, würde er vorher Teilhaber bei Hopes werden. Die Bitte um Aufnahme fiel bei den Hope-Inhabern zunächst nicht auf fruchtbaren Boden, erst als er die mögliche Verbindung mit dem Hause Baring offenbarte, wurde er für sie zum brauchbaren Partner und umgekehrt damit für Baring zum akzeptablen Schwiegersohn. Die als „Hopesche Hochzeit“ bekannt gewordene Heirat mit Dorothée Elisabeth Baring (1771–1825) beleuchtete Labouchères Gewandtheit. Daneben vereinigte er die Solidität des ehrbaren Kaufmanns mit den Manieren eines Edelmannes, was ihn mitunter – aus anderer Perspektive betrachtet – auch kalt und arrogant wirken ließ.

### Flucht vor den Revolutionstruppen
Während der Querelen zwischen Patrioten und Oraniern hatte Firmenchef Henry Hope dank seiner anglo-amerikanischen Herkunft einen neutralen Status wahren können, machte 1787 nach einem Einmarsch der Preußen in die Niederlande aber keinen Hehl aus seiner Bevorzugung der Oranier. Im Zuge der Ausbreitung der Französischen Revolution musste er im Februar 1793 nach England fliehen. Labouchère und sein zukünftiger Schwager Alexander Baring, der zur Ausbildung bei Hopes war, harrten aus bis zum 18. Januar 1795, als die französischen Truppen nach Amsterdam eindrangen, und flohen dann über Den Helder. Zwar kamen bald Signale, dass die maßgeblichen Persönlichkeiten der Batavischen Republik gern die Geschäfte wie gehabt weiterlaufen lassen würden, doch förderten die Franzosen 1798 einen Staatsstreich zugunsten einer radikaleren Gruppe. Erst im Herbst 1801 wagte Labouchère sich wegen der Wiedereröffnung von Hope & Co. in die Niederlande, um anschließend auf dem beschwerlichen Landweg über Paris, Nantes und Madrid wegen eines Kreditgeschäfts nach Portugal zu reisen, bei dem brasilianische Diamanten als Sicherheit dienen sollten. Im Interesse von Hope & Co. war es, den Diamantenhandel für Holland – und damit für das eigene Haus – zu retten und die Entwicklung Londons zum Konkurrenten zu vermeiden.

### Mit der Familie zurück in Holland
Im Oktober 1802 kehrten Labouchères zurück in die Niederlande, wurden aber nicht überall mit offenen Armen empfangen. In radikal-patriotischen Kreisen hatte ein Flugblatt die Runde gemacht, das diejenigen anprangerte, „welche die Republik in Zeiten der Gefahr verlassen und in Friedenszeiten zurückkehren“. Zum Jahresende begann sich die große finanzielle Transaktion abzuzeichnen, die für Frankreich der Louisiana-Verkauf mit sich bringen würde, und Alexander Baring suchte in Paris die Chance zur Teilhabe. Im Mai 1803 erzielte der französische Staatsschatz mit den Häusern Baring und Hope eine Übereinkunft zur Art und Weise, wie für Louisiana die amerikanische Bezahlung stattfinden sollte. Ein erneut ausgebrochener Krieg mit England trieb zur Eile und ein Verkauf aller betreffenden Wechsel an Barings und Hopes schien für den französischen Staatsschatz der sicherste Weg, ein gutes Ende für sich zu behalten. Größtenteils war es Labouchères Arbeit, das im April 1804 abgeschlossene Zusatzabkommen auszuhandeln.

### Geschäfte mit Napoleon Bonaparte
Nun ergab sich, dass Hope & Co., mit seinen offensichtlichen Bindungen an England, mehr und mehr in Napoleons Finanzplanung zu Bedeutung kam. Am aufsehenerregendsten war das Projekt, mit dem der Spekulant Gabriel-Julien Ouvrard 1805 den französischen und spanischen Haushalt durch Herbeischaffung mexikanischer Piaster sanieren wollte, für ihn und die beteiligte Gesellschaft der vereinigten Kaufleute ein Fiasko, nicht jedoch für die einbezogene Firma Hope & Co. An dem riesenhaften, die halbe Erde umspannenden Geschäft und der Unterbringung einer spanischen Anleihe in den Niederlanden verdiente sie im Verein mit dem Hause Baring innerhalb von zwei Jahren fast eine Million Pfund Sterling. Die Feinheiten der Transaktion waren zwischen Médard Desprez, Leiter der Bank von Frankreich und stellvertretender Vorsitzender der Gesellschaft der vereinigten Kaufleute, und Pierre César Labouchère ausgehandelt worden. Dunkle Geschäfte und unsolide Finanzierung waren Labouchère fremd, einen Handel machte er nicht um jeden Preis. Dies trug ihm Respekt sogar seitens Napoleon ein, mit Talleyrand pflegte er einen freundschaftlichen Umgang. Als französische Truppen jedoch 1808 Spanien besetzten, wurden die dort begonnenen Geschäfte immer weniger beherrschbar und Labouchère musste seine Pläne, sich aus dem Tagesgeschäft zurückzuziehen, aufgeben, zumal die Probleme um Zins- und Tilgungszahlungen für an Russland gegebene Kredite anwuchsen.

### Napoleons Emissär in Friedensangelegenheiten
Ende 1809 konnte der französische Polizeiminister Joseph Fouché zu einer Verbesserung des Verhältnisses zwischen Louis Bonaparte und dessen Bruder Napoleon beitragen, und da man übereingekommen war, einen geheimen Kontakt zur Sondierung von Friedensmöglichkeiten mit England herbeizuführen, wusste er mit Pierre César Labouchère den geeigneten Mann zu präsentieren. Labouchère nutzte im Februar 1810 den Kontakt zum Herzog von Wellington, doch wollte die britische Regierung keine Geheimverhandlungen, die Drohung mit der Besetzung Hollands wirkte nicht und die Briten würden den Anspruch der Bourbonen auf den spanischen Thron nicht in Abrede stellen. In Paris über das Ergebnis informiert, zog Napoleon den Schlussstrich unter die Mission und gab Anweisung, Labouchère zwecks Mitteilung der Entscheidung erneut nach London zu senden. Jenem wurde allerdings von Fouché und Ouvrard, die versuchten, den Abbruch der Verhandlungen zu hintertreiben, ein neues, Napoleon nicht bekanntes Friedensangebot untergeschoben, das eine Aufteilung Amerikas zwischen England und Frankreich vorsah, mit den Bourbonen als Monarchen in Mexiko. Als Napoleon seine Hintergehung bemerkte, zog dies für Fouché die Entlassung und für Ouvrard eine dreijährige Gefängnisstrafe nach sich.

### Umbau der Firma Hope
Am 25. Februar 1811 verstarb mit Henry Hope das letzte kaufmännisch engagierte Mitglied der Gründerfamilie. Labouchère zog sich aus dem Unternehmen zurück, jedoch so, dass er nach außen weiterhin wie ein Teilhaber wirkte. Von John Hope wurde Druck auf ihn ausgeübt, Forderungen aus russischen Darlehen weiterzuverkaufen, gerade als sich der Beginn eines Krieges zwischen Russland und Frankreich abzeichnete. Schließlich verkauften die Erben ihre Anteile an Alexander Baring, der Hope & Co. mit Labouchère als offiziellem Besitzer am 1. Januar 1815 neu gründete. Dass er sich entschieden vom Tagesgeschäft verabschiedet hatte, bestätigte indes sein Rückzug nach London. Nach einigen Fehlschlägen mit Ouvrard kam es dort doch noch zu einem Treffer: Als Frankreichs Situation wegen der Abzahlung der Kriegsschulden immer kritischer wurde, suchte Ouvrard 1816 die Unterstützung von Labouchère und Alexander Baring bei der Schaffung von Staatsrentenpapieren für 100 Millionen Francs. Nachdem diesmal alles eintraf wie von Ouvrard geplant, begehrten selbst Baring und Hope, die sich zuerst vehement gesträubt hatten, die Anleihe auf eigene Rechnung zu machen, plötzlich Käufer der ganzen Emission zu werden, statt nur gegen Provision die Verkäufe für die Alliierten auszuführen. Ebenfalls 1816 erwarb Labouchère das Anwesen Hylands Park, dessen Besitzer er bis zu seinem Tod 1839 blieb.